# Montgomery Tully
Montgomery Tully (* 6. Mai 1904 in Dublin, Irland als Geoffrey Wycombe Montgomery-Tully; † 10. Oktober 1988 in London) war ein irischer Filmregisseur und Drehbuchautor. Er führte bei über 50 Filmproduktionen Regie, darunter Das Gangster-Syndikat, Diamanten, Der Mann im Schatten oder Die blinde Spinne

## Leben und Karriere
Montgomery Tully, geboren 1904 in Dublin als Geoffrey Wycombe Montgomery-Tully, eröffnete 1929 mit Dokumentarfilmen seine Laufbahn. 1937 drehte er mit Co-operette mit Stanley Holloway in der Hauptrolle seinen ersten Kurzfilm. Diesem Genre blieb er auch während des Zweiten Weltkrieges treu. Nach dem Krieg begann Tully 1945 als Drehbuchautor und Regisseur eine stattliche Anzahl von Low-Budget Produktionen für das britische Kino zu drehen. Zwischen 1945 und 1967 entstanden so zahlreiche Inszenierungen im Kriminalfilm- und Actionfilm-Genre. Unter anderem führte er 1957 Regie bei dem psychologischen Thriller Die blinde Spinne mit Skip Homeier, Paul Carpenter und Patricia Dainton in den Hauptrollen. Der Film wurde von Gibraltar Films Ltd. produziert. In kleineren Nebenrollen traten Alfie Bass und Sean Connery auf.
Tully drehte in seiner Karriere mehrfach mit den Schauspielern Zachary Scott und Betty McDowall. Andere Hauptdarsteller in seinen Filmen waren unter anderem William Hartnell, Dennis O’Keefe, Dan Duryea, Rod Cameron, Richard Arlen, Vincent Ball oder Laurence Payne.
Montgomery Tully schrieb in seiner Karriere rund 20 Drehbücher und inszenierte neben zahlreichen Spielfilmen auch mehrere Kurzfilme und verschiedene Episoden für britische TV-Serien. Am 10. Oktober 1988 starb Tully im Alter von 84 Jahren in seiner Wahlheimat London.

## Filmografie (Auswahl)

### Filmregisseur
Kino
- 1945: Murder in Reverse
- 1946: Spring Song
- 1947: Mrs. Fitzherbert
- 1949: Boys in Brown
- 1951: Fünf Mädchen und ein Mann (London segment) (A Tale of Five Cities)
- 1952: Girdle of Gold
- 1953: Small Town Story
- 1953: Das Gangster-Syndikat (36 Hours)
- 1954: Diamond Expert
- 1954: Diamanten (The Diamond)
- 1954: Five Days
- 1954: Nachts am Teufelspunkt (Devil's Point)
- 1955: The Glass Cage
- 1955: Dial 999
- 1957: Banken, Bonzen und Banditen (The Counterfeit Plan)
- 1957: Die blinde Spinne (No Road Back)
- 1957: The Key Man
- 1957: The Hypnotist
- 1957: Der Mann im Schatten (Man in the Shadow)
- 1958: The Diplomatic Corpse
- 1958: Mit 1000 Volt in den Tod (Escapement)
- 1958: Keine Träne für den Mörder (The Mail Van Murder)
- 1958: The Strange Awakening
- 1958: The Long Knife
- 1958: Man with a Gun
- 1958: I Only Arsked!
- 1959: The Price of Silence
- 1959: Man Accused
- 1960: Der Boß war schneller als Scotland Yard (Jackpot)
- 1960: Vor dem Umbruch – Mord (Dead Lucky)
- 1960: The House in Marsh Road
- 1960: The Man Who Was Nobody
- 1961: The Middle Course
- 1961: Two Wives at One Wedding
- 1961: Das Dritte Alibi (The Third Alibi)
- 1962: She Knows, Y'Know
- 1962: Out of the Fog
- 1963: Master Spy
- 1964: Gefahr in der Nacht (Clash by Night)
- 1966: Wer tötete die Katze? (Who Killed the Cat?)
- 1967: The Terrornauts
- 1967: Battle Beneath the Earth

Fernsehen
- 1955: Fabian von Scotland Yard (Fabian of the Yard, Fernsehserie, 6 Episoden)
- 1960: The Edgar Wallace Mystery Theatre (Fernsehserie, 1 Episode)
- 1960: Man from Interpol (Fernsehserie, 4 Episoden)
- 1961: Kraft Mystery Theater (Fernsehserie, 1 Episode)

### Drehbuchautor (Auswahl)
- 1945: For You Alone
- 1945: Hochzeitswalzer (Waltz Time)
- 1945: Murder in Reverse
- 1946: Spring Song
- 1947: Mrs. Fitzherbert
- 1949: Boys in Brown
- 1955: Dial 999
- 1957: Die blinde Spinne (No Road Back)
- 1957: The Hypnotist
- 1960: Der Boß war schneller als Scotland Yard (Jackpot)
- 1961: Das Dritte Alibi (The Third Alibi)
- 1962: She Knows, Y'Know
- 1962: Out of the Fog
- 1964: Master Spy
- 1964: Gefahr in der Nacht (Clash by Night)
- 1966: Wer tötete die Katze? (Who Killed the Cat?)